# Libanoni cédrus
A libanoni cédrus (Cedrus libani) örökzöld fa, a tűlevelűek (Pinopsida) osztályában a cédrus növénynemzetség egyik faja.

## Származása, elterjedése

Libanon zászlaja

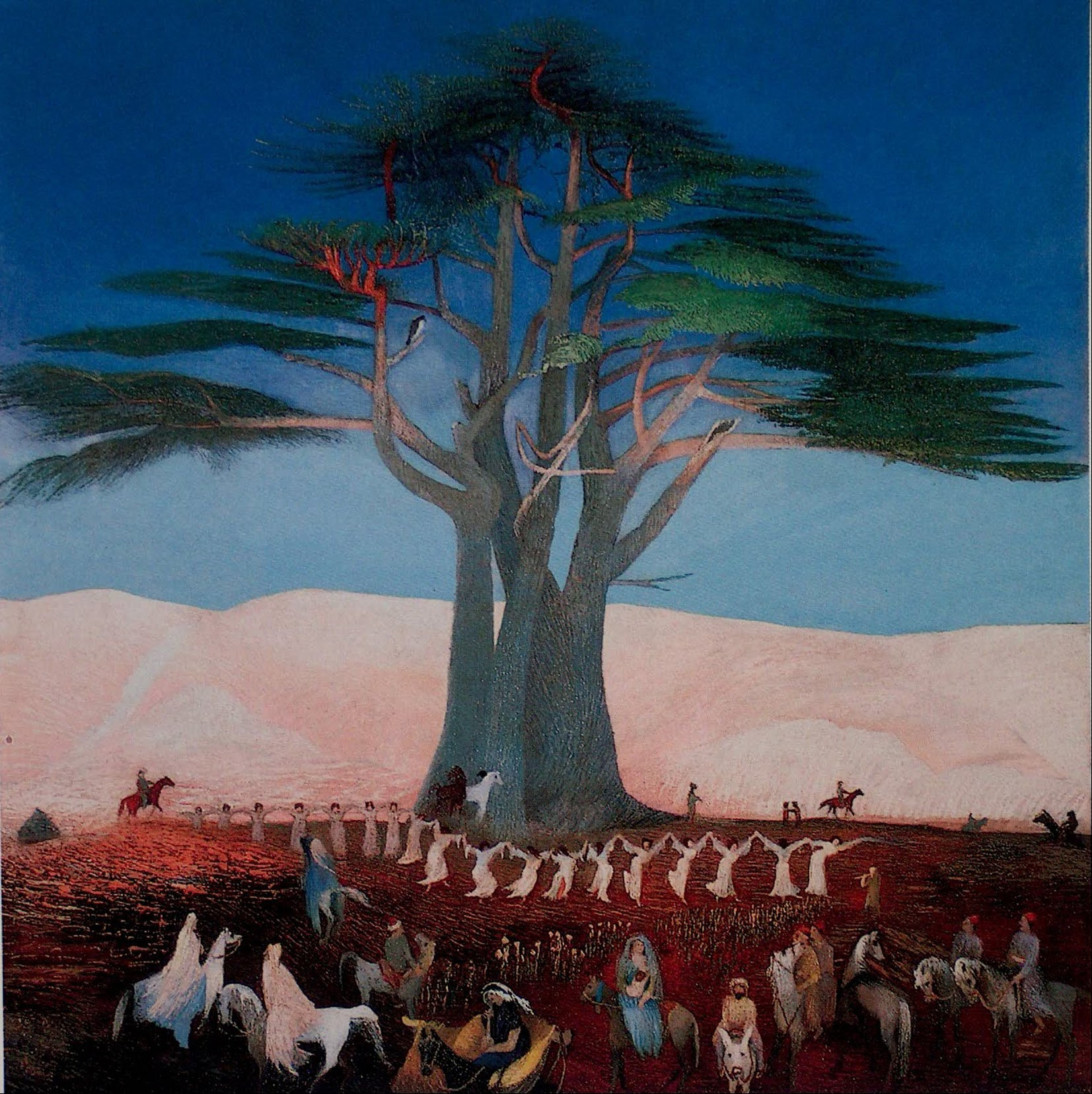
Csontváry Kosztka Tivadar: Zarándoklás a cédrusokhoz Libanonban; olaj, vászon, 200 x 205 cm, Magyar Nemzeti Galéria, Budapest

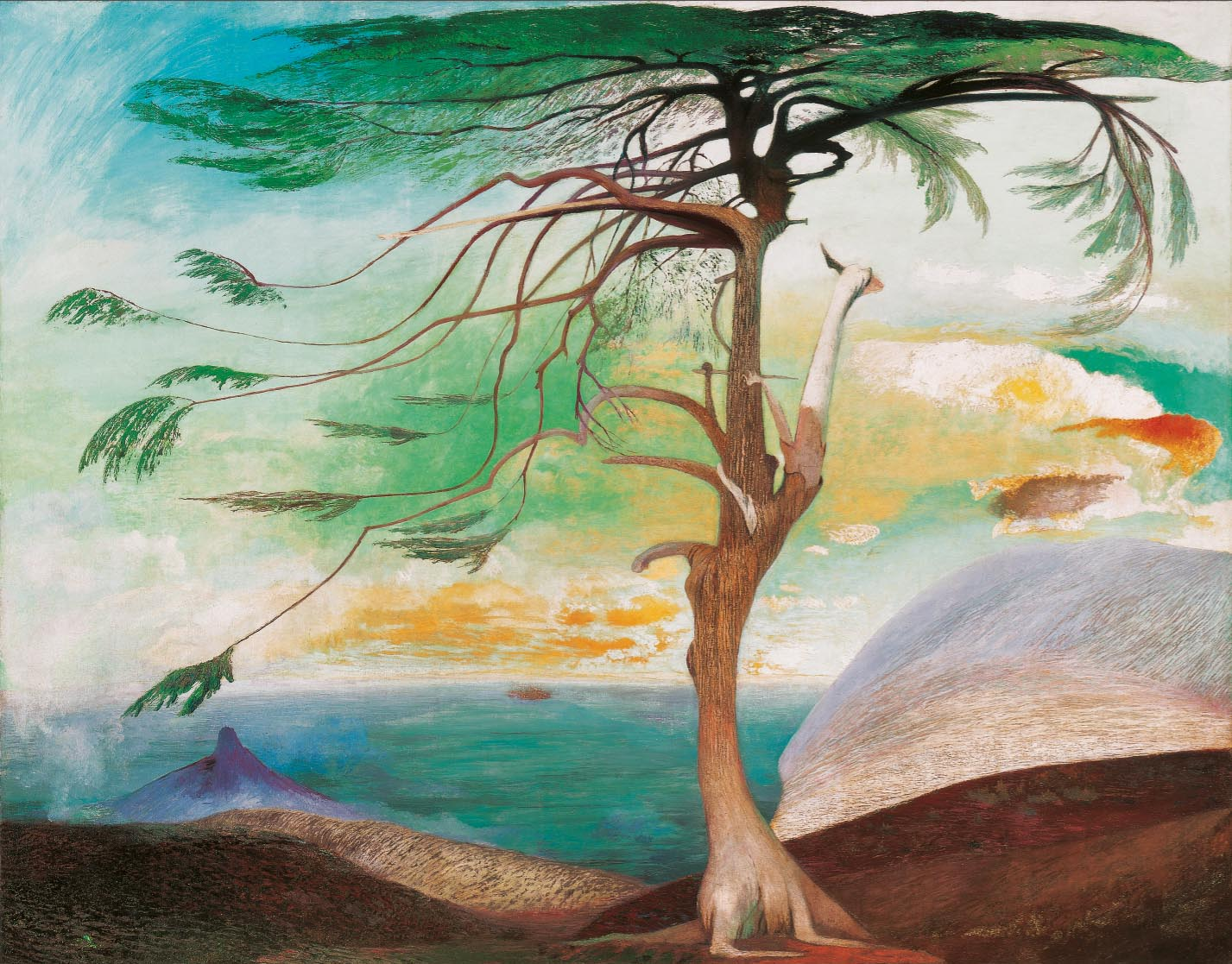
Csontváry Kosztka Tivadar: Egy cédrusfa Libanonból (később az utókor átkeresztelte Magányos cédrusra)

Libanonban legendás állományainak csak hírmondói maradtak. Kisebb csoportjai, erdőfoltjai Ain Zahalta, Jebel Baruk, Hadeth, Bsharre és Ehden környékén láthatók, és egy-két ponton Szíriában is megmaradt. Tauruszi cédrus nevű alfaja Kis-Ázsiában, a Taurus hegységben él, és – a Földközi-tenger keleti partvidékéhez hasonlóan – kilíkiai jegenyefenyővel (Abies cilicica), görög borókával (Juniperus excelsa) és szagos borókával (Juniperus foetidissima) társul.

## Megjelenése, felépítése
Közepes vagy magas fa (15–40 m). Törzse általában hamar több melléktörzsre ágazik, idős korában óriás ernyőt formál. A fiatal példányok koronája többnyire kúpos, az idősebbeké kiterül és szélesen ellaposodik. Az első éves ágak meredeken felfelé nőnek, de a csúcsuk kissé lehajlik – az alattuk sorakozó ágak vízszintesen, szélesen szétterülnek.
Kérge fiatalon szürke, sima, idővel sűrűn, pikkelyesen berepedezik. 2–3,5 cm hosszú, hegyes tűlevelei rendszerint fényes zöldek. A hosszúhajtásokon a tűk magányosan szórtan nőnek, a törpehajtásokon pedig 20–36 tagú csokrokban. A 4-5–cm hosszú, hengeres, felálló porzós toboz eleinte világoszöld, a rövid kocsányos, ugyancsak felálló termős toboz zöld; ősszel mindkettő megbarnul. Az érett tobozok 7–12 cm hosszúak és 3–6 cm vastagok hirtelen kiszélesedők, a csúcsuk besüllyed („hordó alakúak”). A tobozok a harmadik évben érnek világosbarnára. Éréskor leválnak, lepotyognak a tobozpikkelyek, és a hajtáson csak a csupasz tengely marad meg. A magok terjedését szárnyas függelékek segítik.

## Életmódja, élőhelye
Lassan növő fa. A kiirtott erdők helyén az újulat nem tudja megvédeni a talajt az eróziótól, ezért a Közel-Keleten egykori nagy erdőséget kopár karsztfennsíkok, sziklagyepek váltották fel.
Fényigényes; a szárazságot jól tűri. Szinte bármilyen talajon megél. Az alapváltozat a védett, napos helyeket kedveli, mert fagyérzékeny – éppen ezért Magyarországon kevés a kifejlett példány. Az európai kertekbe a 17. század elejétől telepítik.

## Alfajai

### Atlaszcédrus
Az atlaszcédrust (C. l. var. atlantica, C. l. ssp. atlantica) számos szerző önálló fajnak (Cedrus atlantica) tekinti; mi is eszerint tárgyaljuk.

### Ciprusi cédrus
A ciprusi cédrus (C. l. var. brevifolia) – mint neve is mutatja – Ciprus szigetén, a Tróodosz-hegységben él; alig néhány hektáron maradt fenn. Ennek tűi és tobozai a legrövidebbek, és ez az egyetlen olyan alfaj, amelynek kertészeti alkalmazása nem jött divatba.

### Libanoni cédrus
A libanoni cédrus (C. l. var. libani) a faj névadó, alapváltozata. Libanonban összesen alig tíz hektárnyi cédruserdő maradt fenn, főleg Bécharré környékén. Ezek a fák több száz évesek, némelyik ezer évnél is idősebb.
Fontosabb kertészeti változatai:
- Cedrus libani ‘Candelabrum’
- Cedrus libani ‘Columnaris’
- Cedrus libani ‘* Comte de Dijon’
- Cedrus libani ‘De* Cidua’
- Cedrus libani ‘Denudata’
- Cedrus libani ‘Elysabeth’
- Cedrus libani ‘Glauca’
- Cedrus libani ‘Glau* Ca Pendula’
- Cedrus libani ‘Golden Dwarf’
- Cedrus libani ‘Gold Tip’
- Cedrus libani ‘Green Knight’
- Cedrus libani ‘Green Pri* Ce’
- Cedrus libani ‘Heemstede’
- Cedrus libani ‘Minuta’
- Cedrus libani ‘Mount Tryplos’
- Cedrus libani ‘Multi* Caulis’
- Cedrus libani ‘Nana’
- Cedrus libani ‘Nana Pyramidata’
- Cedrus libani ‘Niksartyp’
- Cedrus libani ‘Pendula’
- Cedrus libani ‘Purdue Hardy’
- Cedrus libani ‘Prostrata’
- Cedrus libani ‘Sargentii’
- Cedrus libani ‘Stri* Cta’
- Cedrus libani ‘Taurus’
- Cedrus libani ‘Tortuosa’
- Cedrus libani ‘Viridis’
- Cedrus libani ‘Wormleybury’

Budapesten, a II. Kondor út 5. alatti beépítetlen telek hátsó részén, az Apáthy-sziklától nem messze, Fedák Sári színművésznő egykori parkjának utolsó maradványaként áll a város egyetlen cédrusa, egy 120 éves libanoni cédrus. Több mint 12 méter magas, törzsének kerülete közel három méter.
Ennél öregebb példányokat a Kárpát-medencében csak
- az Alcsúti Arborétum mellett és
- Sopron mellett, a Lövérekben találunk.

Az atlaszcédrussal oly szép sikereket elért Franciaország egyetlen, mintegy húsz hektáros libanoni cédrus erdeje az Alacsony-Alpokban, a St. Michel megfigyelő állomás közelében nő.
Veszprémben pedig a belváros egyik körforgalmát díszíti egy fiatal példány.

### Tauruszi cédrus
a Fővárosi Állat- és Növénykertben

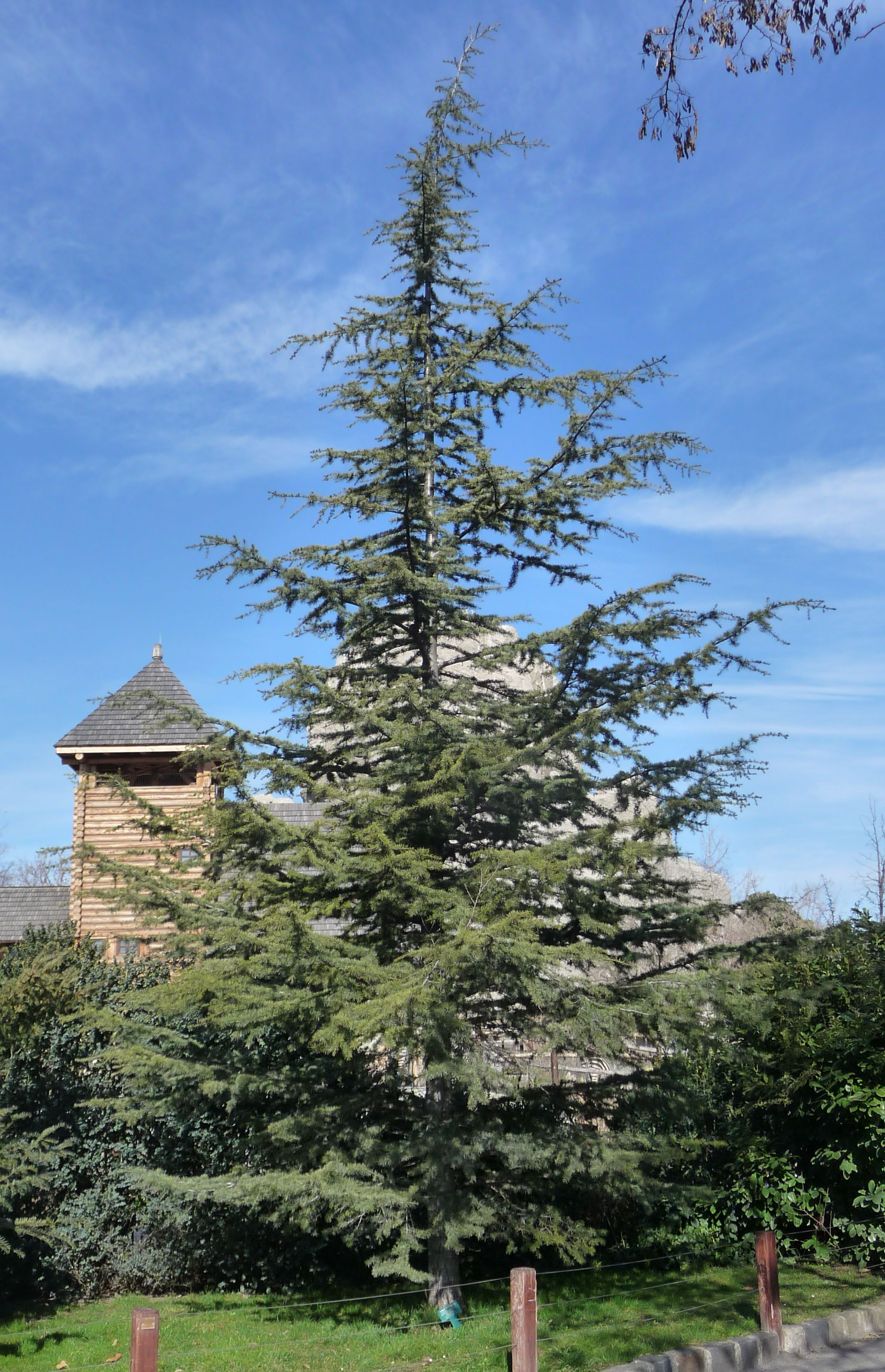
Tauruszi cédrus

A tauruszi cédrus (C. l. var. stenocoma) Törökországban, a Taurus-hegységben alkot erdőségeket – az új erdősítésekkel együtt mintegy 150 ezer hektáron. Külleme olyan, mint az alapfajé, de termete robusztusabb, magassága elérheti a 40 métert. Lombja élénkzöld  (sokszor kékes árnyalatú). Teljesen télálló.
Tokajban egy magántelken cseperedik egy mintegy fél hektáros, az 1990-es évek első felében ültetett tauruszi cédrus liget;

## Felhasználása
Fáját illatos gyanta itatja át, és ez rendkívül ellenállóvá és tartóssá teszi. A föníciaiak leginkább ebből építették hajóikat, és az alapváltozatot csaknem ki is irtották ennek érdekében. Libanoni cédrusból készítették az egyiptomi múmiák koporsóit is. Az egyiptomiak egyéb célokra (míves asztalosmunkák stb.) nagyjából i.e. 3000-től rendszeresen importálták a mai Libanon területéről.

## A kultúrában
A libanoni cédrus Libanon állam jelképe; az ország zászlaján is szerepel.
Az óbabiloni, asszír és hettita mitológiában, a Gilgames eposzban Gilgames és Endiku együtt legyőzik a cédruserdő őrzőjét, Humwawát.[forrás?]
A zsidó-keresztény hitvilágban szereplő fák közül a libanoni cédrus az egyik legnevezetesebb. Költői példázatként szerepel a próféták jóslataiban (Ez. 17,22) az Énekek énekében (5,15) és sok más helyen. A középkorban a Szűzanya fájának tekintették, a Szent Kereszt legendája szerint részben libanoni cédrusból készült Jézus keresztje. A keresztény kultúrkörben más örökzöld növényekhez hasonlóan visszatérően az örök élet és a Paradicsom jelképeként tűnik fel.

## Képek

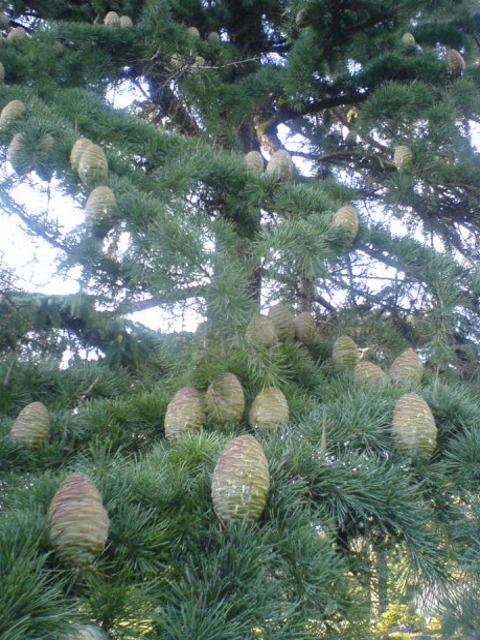
libanoni cédrus másodéves tobozai
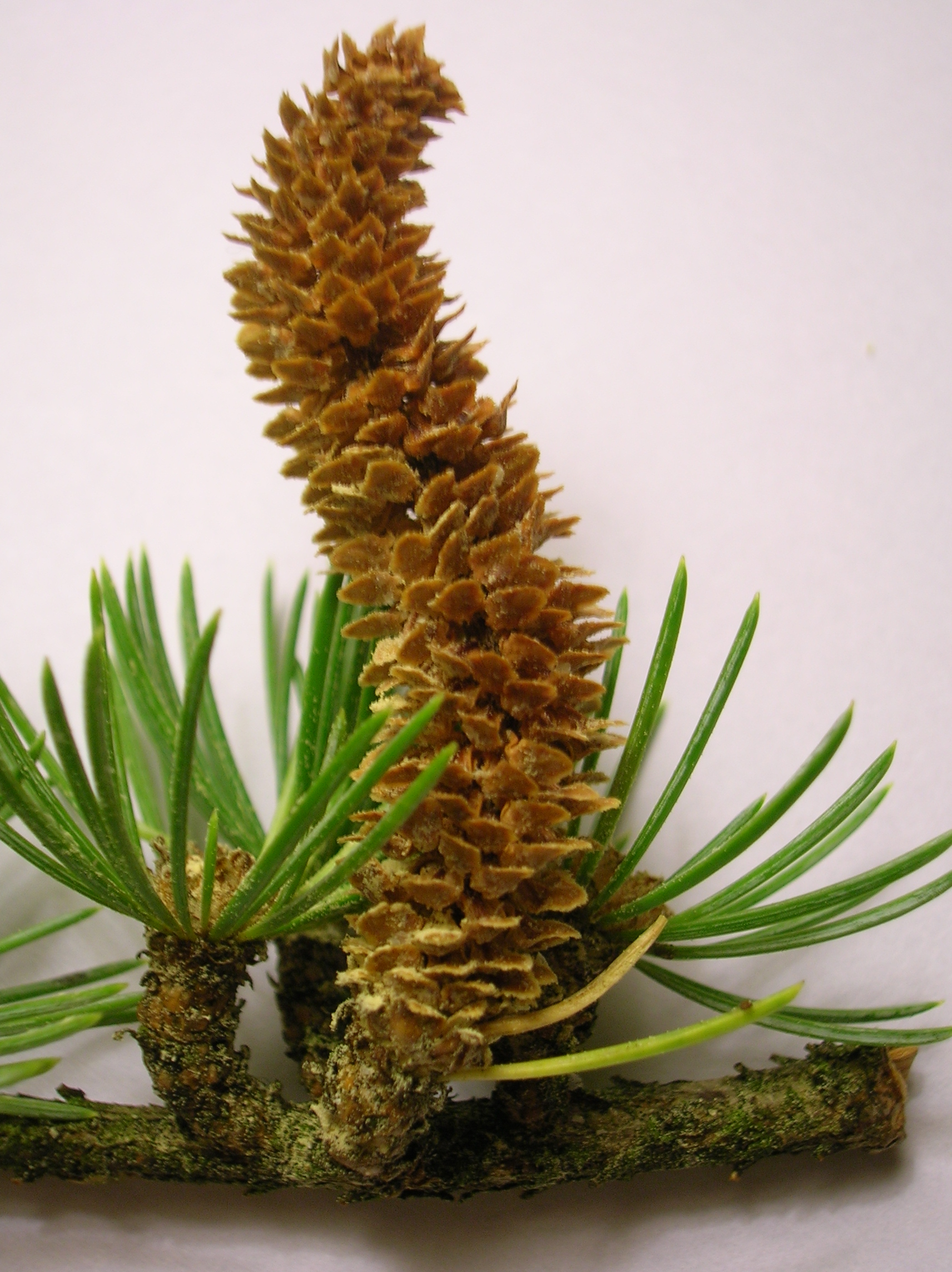
libanoni cédrus porzós toboza
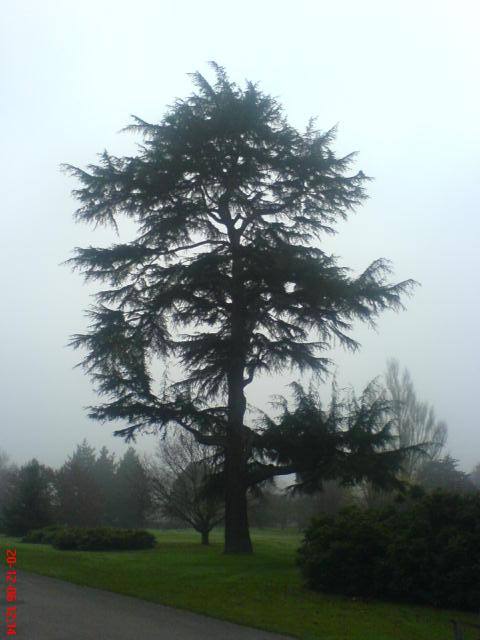
Libanoni cédrus a Kew-kertekben
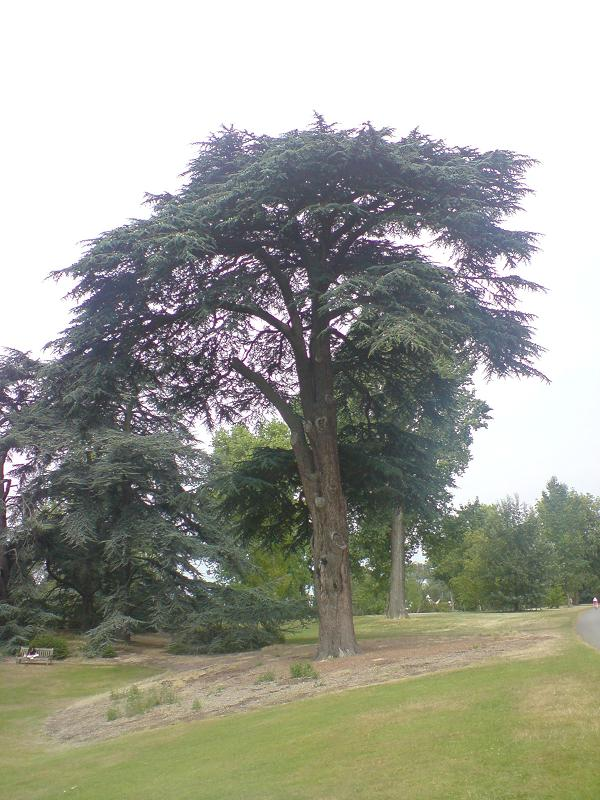
Libanoni cédrus a Kew-kertekben
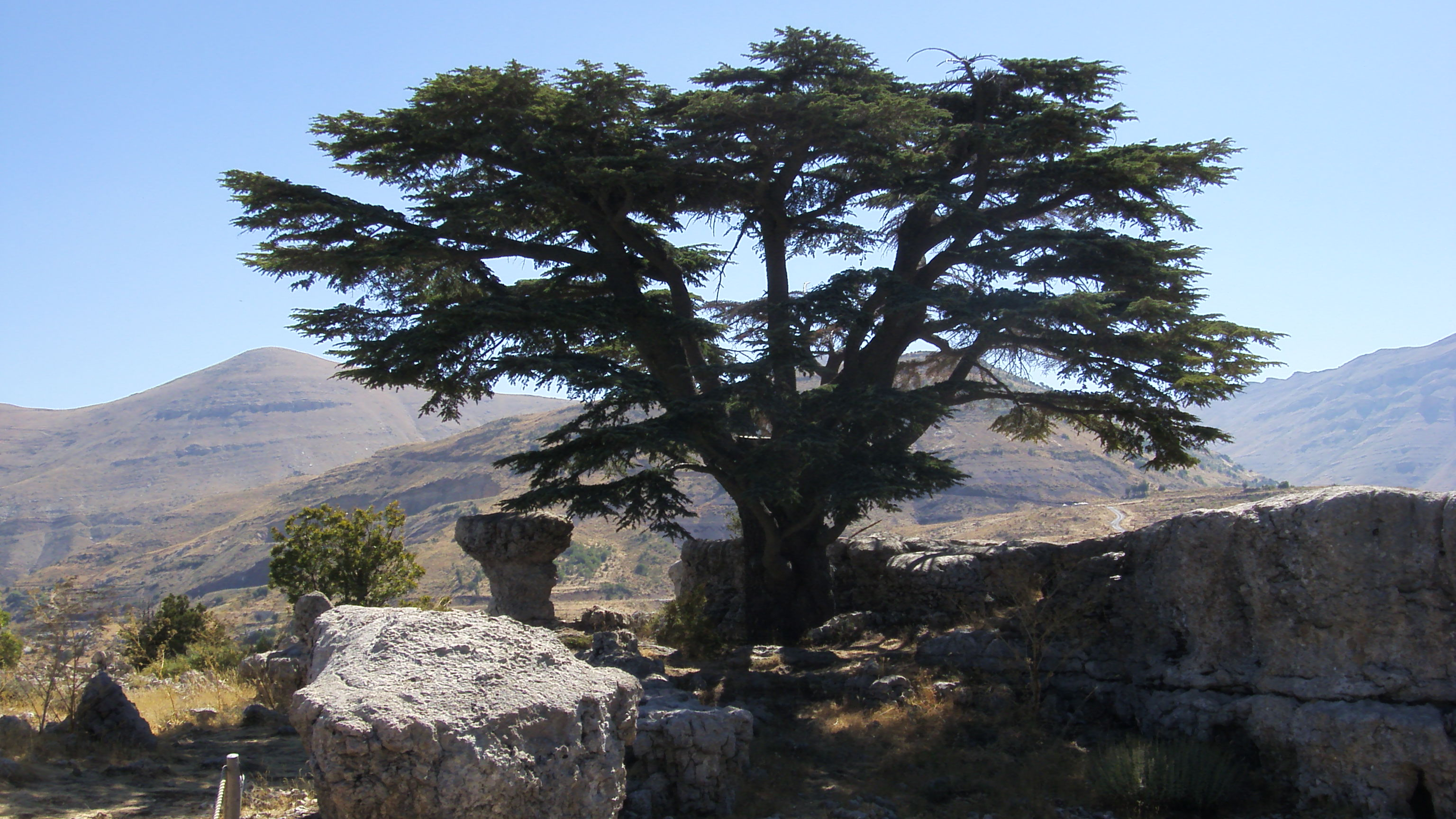
Tannourine(wd) közelében fekvő cédruserdő magányos fája Libanonban